# Stejărișu
Stejărișu (früher Proștea; deutsch Probstdorf, ungarisch Prépostfalva) ist ein Dorf im Kreis Sibiu in Rumänien. Es gehört zur Gemeinde Iacobeni (Jakobsdorf).

## Name
Der deutsche Name führt sich darauf zurück, dass der Ort ursprünglich der Hermannstädter Propstei gehörte. Hiervon leiteten sich sowohl die ungarische Form Prépostfalva als auch die frühere rumänische Bezeichnung Proștea ab. Letzterer Ausdruck erinnert im Rumänischen an Prost (etwa „Dummkopf“) und wurde deshalb nach dem Zweiten Weltkrieg in Stejărișu (etwa „Eichenwald“) geändert.

## Lage
Stejărișu liegt etwa in der Mitte Siebenbürgens in einem nördlichen Seitental des Hârtibaciu (Harbach). Die nächste Stadt ist Agnita (etwa 10 km südwestlich).

## Geschichte
Der Ort wurde 1223 als terra Borothnik erstmals urkundlich erwähnt. Dieser Name ist slawischer Herkunft und soll sich von einer durch den Harbach führenden Furt herleiten. Vermutlich stand der Ort früher weiter talabwärts, d. h. unmittelbar am Harbach. Möglicherweise musste er wegen Überschwemmungen verlegt werden.
Wie bereits erwähnt, befand sich das Dorf zunächst in kirchlichem Besitz, wurde aber später ein freier, auf Königsboden gelegener Ort. Probstdorf wurde über viele Jahrhunderte von den Siebenbürger Sachsen geprägt. Heute leben überwiegend Rumänen und Roma in Stejărișu.
Seit 2006 ist Stejărișu Gegenstand eines von der österreichischen Botschaft betreuten Projektes, in dem Freiwillige aus Rumänien und aus westeuropäischen Ländern zusammen mit Dorfbewohnern im Ort und in der Umgebung handwerkliche Arbeiten ausführen und dabei Einheimische ausbilden.

## Bevölkerung
Im Jahr 1850 waren von 801 Bewohnern 339 Deutsche. Deren Anzahl nahm durch Auswanderung nach Deutschland nach dem Zweiten Weltkrieg langsam, nach der Revolution von 1989 rapide ab. 2002 lebten in Stejărișu noch 478 Personen, von denen sich 23 als deutsch, 442 als Rumänen und 13 als Roma bezeichneten. Nach Schätzungen der „Siebenbürgischen Zeitung“ sind allerdings 85 % der Bewohner Roma.

## Verkehr
Der Ort liegt an einer befestigten Fahrstraße, die von der im etwa 2 km entfernten Harbachtal verlaufenden Straße zwischen Sibiu und Sighișoara abzweigt. Öffentliche Verkehrsmittel berühren den Ort nicht direkt (Stand 2005). Im Harbachtal liegt in Höhe von Stejărișu eine Bushaltestelle, die Verbindungen nach Agnita, Sighișoara und Sibiu ermöglicht.

## Sehenswürdigkeiten
Zentrum des Ortes ist die im 14. Jahrhundert errichtete Saalkirche, die im 15. Jahrhundert durch Türme und Mauern zur Kirchenburg ergänzt wurde.

## Persönlichkeiten
- Josef Franz Capesius (1853–1918), Philosoph und Pädagoge